# اینوه هولم
اینوه هولم (انگلیسی: Yngve Holm; ۱۲ سپتامبر ۱۸۹۵ – ۱۶ فوریهٔ ۱۹۴۳) قایقران قایق بادبانی اهل سوئد بود.